# Denis Martin
Denis Martin (América, Provincia de Buenos Aires, 29 de diciembre de 1991-Alberti, Provincia de Buenos Aires, 17 de junio de 2015) fue un piloto argentino de automovilismo. Iniciado desde muy joven, desarrolló su carrera deportiva compitiendo en monoplazas, siendo destacada su actuación en la Fórmula Metropolitana, categoría en la que consiguiera importantes resultados deportivos, siendo el más importante de ellos la obtención del campeonato de la temporada 2014, la cual le posibilitó el ascenso a la categoría de turismos TC Pista Mouras, donde debutó en el año 2015.
Falleció el 17 de junio de 2015, como consecuencia de un accidente de tráfico producido en cercanías de la localidad bonaerense de Alberti, encontrándose en una etapa de franco ascenso en su carrera deportiva. Contaba en ese entonces con 23 años.

## Biografía
Como la mayoría de los pilotos, Denis Martin comenzaría dando sus primeros pasos en el mundo del kart, debutando en el año 2009, en la clase 125cc Senior del campeonato villeguense, que se desarrollaba principalmente en la zona de la localidad de General Villegas, vecina a su América natal. En esta categoría se desempeñaría hasta el año 2011, cuando surgió la posibilidad de su debut a nivel nacional.
El año 2012 marcaría el debut como piloto profesional de Denis Martin, ya que al comando de un chasis Crespi-Renault del equipo Ré Competición, tendría su estreno en la Fórmula Metropolitana, categoría zonal de monoplazas de la Provincia de Buenos Aires, pero con alcance a nivel nacional. Básicamente, este año fue puramente de aprendizaje y adaptación, aunque alcanzaría a conquistar una 4ª ubicación en Nueve de Julio como mejor resultado. En su primera intervención, culminaría el campeonato en la 9ª colocación, siendo uno de los mejores debutantes.
En 2013, siempre bajo el ala del equipo Ré Competición, vuelve a encarar el torneo, aunque ya con otra perspectiva, porque en esta temporada comenzaría a explotar la experiencia adquirida en el año anterior, gracias a la cual obtendría 5 podios descontando su primer gran alegría, la cual llegaría al adjudicarse la última fecha del calendario, lo que significó su primera victoria en la categoría. Estos más otros buenos resultados obtenidos a lo largo del torneo, lo terminarían colocando en la lucha por el título, de la cual terminaría cerrando en la 3ª ubicación.

### Campeón 2014 de Fórmula Metropolitana
Tras la gran actuación lograda en la temporada anterior, Martin inicia el 2014 con novedades ya que decidiría apostar por el cambio de estructura. En ese sentido, tras haberse iniciado y competido en dos temporadas dentro del Ré Competición, en esta temporada desembarcaría dentro de la Scuderia Ramini, una de las más tradicionales estructuras de la Fórmula Metropolitana. En ese sentido, Martin sería elegido para tripular la unidad que dejara vacante el subcampeón 2013 José Luis Talermann, quien en 2014 emigraría a Europa con motivo de realizar pruebas para Fórmula 3. El estreno de Martin dentro del equipo Ramini no pudo haber sido mejor, ya que en la primera fecha del campeonato conseguiría el triunfo, siendo este a su vez el segundo de su cosecha personal. De esta forma, Martin arrancaría el torneo imponiendo condiciones y mostrando rótulo de candidato. En su segunda intervención en la temporada quedaría cerca de repetir lo logrado, alcanzando el segundo escalón del podio y manteniendo su performance de inicio.
Tras haber desertado en la tercera fecha, pronto llegaría la recuperación con tres podios consecutivos, siendo los dos primeros su segundo y tercer triunfos anuales, mientras que en el restante volvería a subir al segundo escalón del podio. En la séptima fecha, volvería a tener una nueva deserción, la cual volvería a remediar con otra triada de podios consecutivos, aunque en estos casos sólo en el primero alcanzaría el segundo peldaño, mientras que en los demás por primera vez accedería al tercer escalón del podio. Tras volver a abandonar en Nueve de Julio, llegaría la gran definición del campeonato y para ello, sólo le bastó con terminar la competencia en la 6ª colocación para de esa forma, poder ceñirse la corona y el cetro de campeón de la Fórmula Metropolitana, consiguiendo de esta forma su primer y único título en su corta carrera profesional.

### Llegada al TC Pista Mouras
Tras haber obtenido el título de la Fórmula Metropolitana, Martin conseguiría arribar a un acuerdo con la escuadra D Racing, dirigida por Nicolás Di Mundo, para propiciar su debut en la divisional TC Pista Mouras de la Asociación Corredores de Turismo Carretera. El debut se daría al comando del Chevrolet Chevy número 139. A lo largo de 7 fechas, Martin volcaría lo aprendido en su etapa de monoplazas, terminando en cinco ocasiones entre los diez primeros. Tras esas 7 fechas se posicionaría provisionalmente en la séptima colocación con 172 unidades cosechadas. Estos resultados comenzaron a perfilarlo dentro de la categoría como un serio candidato al título, pero cuando comenzaba a prepararse para afrontar su octavo compromiso anual, le sobrevino la muerte de manera trágica, el 17 de junio de 2015.

### Muerte
En la madrugada del 17 de junio del año 2015, Denis Martin encontraría la muerte de manera trágica, al sufrir un accidente de tránsito en cercanías de la localidad bonaerense de Alberti. Este desenlace llegaría en un momento en el que el joven piloto viviría una etapa de ascenso en su carrera deportiva, obteniendo buenos resultados en su incursión dentro del TC Pista Mouras. El incidente se produjo como consecuencia de un despiste al pisar una banquina, provocándose el vuelco de su coche particular y su eventual salida del vehículo por causa de no llevar colocado el cinturón de seguridad. Al momento de su muerte, había desarrollado 7 competencias dentro del TC Pista Mouras, posicionándose en la 7ª colocación del campeonato. Contaba en ese entonces, con 23 años de edad.

### Homenajes
Debido a su trágica desaparición, tanto las autoridades de la Fórmula Metropolitana como de la Asociación Corredores de Turismo Carretera decidieron bautizar con el nombre de "Gran Premio Homenaje a Denis Martin" a sus competencias desarrolladas en el Autódromo Hermanos Emiliozzi de Olavarría corridas el día 28 de junio de 2015 y válidas por la octava fecha de sus calendarios. Aquellas jornadas finalizarían con victorias de Juan Lucas Repetto en Fórmula Metropolitana y Lucas González en el TC Pista Mouras.

## Trayectoria
| Año       | Categoría                      | Automóvil       |
| --------- | ------------------------------ | --------------- |
| 2009-2011 | Piloto de karts                | Karting         |
| 2012      | Debut en Fórmula Metropolitana | Crespi-Renault  |
| 2013      | Fórmula Metropolitana          | Crespi-Renault  |
| 2014      | Campeón Fórmula Metropolitana  | Crespi-Renault  |
| 2015      | Debut en TC Pista Mouras       | Chevrolet Chevy |

### Resultados completos, TC Pista Mouras
| Año      | Año             | Fechas | Fechas | Fechas | Fechas | Fechas | Fechas | Fechas | Fechas | Fechas | Fechas | Fechas | Fechas | Fechas | Fechas | Posición final |
| Equipo   | Automóvil       | Fechas | Fechas | Fechas | Fechas | Fechas | Fechas | Fechas | Fechas | Fechas | Fechas | Fechas | Fechas | Fechas | Fechas | Posición final |
| -------- | --------------- | ------ | ------ | ------ | ------ | ------ | ------ | ------ | ------ | ------ | ------ | ------ | ------ | ------ | ------ | -------------- |
| 2015     | 2015            | 01     | 02     | 03     | 04     | 05     | 06     | 07     | 08     | 09     | 10     | 11     | 12     | 13     | 14     | 26.°           |
| D Racing | Chevrolet Chevy |        |        |        |        |        |        |        |        |        |        |        |        |        |        | 26.°           |
| D Racing | Chevrolet Chevy | 7º     | 9º     | 8º     | 8º     | 21     | 15     | 5º     |        |        |        |        |        |        |        | 26.°           |

- [8][9]

## Palmarés
| Título  | Categoría             | Automóvil      | Año  |
| ------- | --------------------- | -------------- | ---- |
| Campeón | Fórmula Metropolitana | Crespi-Renault | 2014 |